# Maria Tereza Jorge Pádua
Maria Tereza Jorge Pádua ( São José do Rio Pardo, 8 de maio de 1943) é engenheira agrônoma, ambientalista e conservacionista. É conhecida como a "mãe dos parques nacionais do Brasil" por seu esforço em implementar reservas e parques no país. Pádua é presidente  da FUNATURA, uma organização global de conservação da natureza.

## Biografia
Maria Tereza Jorge Pádua nasceu em São José do Rio Pardo em 8 de maio de 1943. Desde a infância demonstrava interesse pelo tema da proteção ambiental, incentivada através de leituras provenientes de livros que seu pai lhe dava de presente. Formou-se em engenharia agrônoma em 1966 na Universidade Federal de Lavras e em 1972 recebeu seu título de mestrado em ecologia pela Universidade do Rio de Janeiro, onde desenvolveu pesquisas em manejo de áreas protegidas.
Em sua carreira, Maria Tereza criou, junto com Alceo Magnanini, mais de 15 parques nacionais e Unidades de Conservação (UCs) no país,  áreas designadas pelo governo como locais de proteção da biodiversidade brasileira. Entre os mais de 9 milhões de hectares protegidos, estão a Chapada Diamantina, a ilha de Fernando de Noronha, o Pico da Neblina e a Serra da Capivara.
Miguel Serediuk Milano, da Fundação O Boticário de Proteção A Natureza  disse em 1999 que  Pádua foi responsável por "praticamente metade de todas as áreas protegidas no Brasil." Ela também ficou conhecida como a "mãe dos parques nacionais do Brasil". Essas informações, entretanto, não levam em conta o grande avanço da criação de Unidades de Conservação que ocorreu a partir do final dos anos 1980, sobretudo na Amazônia.
Em 1968 iniciou seu trabalho no Instituto Brasileiro de Desenvolvimento Florestal (IBDF, posteriormente transformado em Ibama), onde manteve um posto no recém estabelecido sistema brasileiro de parques nacionais. Ela tornou-se uma das diretoras do sistema em 1970. Durante as décadas de 1970 e 1980s ela dirigiu o departamento de parques do  Instituto Brasileiro de Desenvolvimento Florestal, onde ela e sua equipe criaram várias unidades de conservação. Quando assumiu o cargo, o Brasil tinha cerca de 16 parques nacionais e reservas biológicas; quando saiu, após 18 anos de serviço, esse número era de 63 unidades.
Em 1972 dirigiu o Instituto Brasileiro do Meio Ambiente e dos Recursos Naturais e Renováveis (Ibama). Maria Tereza também foi uma das idealizadoras de projetos de conservação, como o Tamar e da Fundação Pró-Natureza( Funatura), juntamente de colegas conservacionistas, em 1986. A Fundação monitora santuários de vida selvagem e um parque nacional no Cerrado, o Parque Nacional Grande Sertão Veredas. Passou a trabalhar integralmente para a fundação em 1993.
Maria Tereza também foi responsável junto com o almirante Ibsen Gusmão pela criação das primeiras unidades de conservação marinhas no país, durante a época da ditadura militar. Dentre as UCs marinhas criadas está o Atol das Rocas.
Durante as últimas décadas, participou do conselho de organizações mundiais importantes ligadas à conservação da natureza, como a União Internacional para a Conservação da Natureza (IUCN em inglês), World Resources Institute (WRI) e World Wide Fund for Nature Inc (WWF). 
Seguido-se a sua indicação à presidência do IBAMA,  Maria Jorge Pádua anunciou planos de aumentar a porção da  Amazônia brasileira no sistema de parques nacionais de  6% para 30%.

## Prêmios e homenagens
Em 1981, Maria Jorge Pádua recebeu o prêmio J. Paul Getty Wildlife Conservation Prize com Paulo Nogueira Neto por seu papel em em implementar parques nacionais e legislação ambiental no Brasil e defender uma rede de estações de pesquisa ecológica. 
Em 2016,  a ambientalista foi a escolhida para receber a Medalha Comemorativa John C. Phillips, concedida pela IUCN. Foi a primeira vez que o prêmio é concedido no Brasil, e a segunda vez que foi condecorado a uma mulher – a primeira foi Indira Gandhi. Trata-se de uma das maiores honrarias na área da conservação do mundo. 
A espécie de rã Brachycephalus mariaeterezae foi batizada em sua homenagem.

## Livros
- Conservando A Natureza Do Brasil. (2015) Ed. UFPR.
- Arcas À Deriva. Unidades De Conservação Do Brasil. (2013) Ed. Technical Books
- Biodiversidade: A Hora Decisiva. (2007) Ed. UFPR.

## Leia também
- Brooke, Elizabeth Heilman. "Maria Tereza Jorge Pádua: Brazil's Nature Savior." Nature Conservancy. May/June 1993, pp. 10–14.
- Labastille, Anne. "Eight Women in the Wild." International Wildlife January/February 1983, pp. 36–43.